# Kruidwis

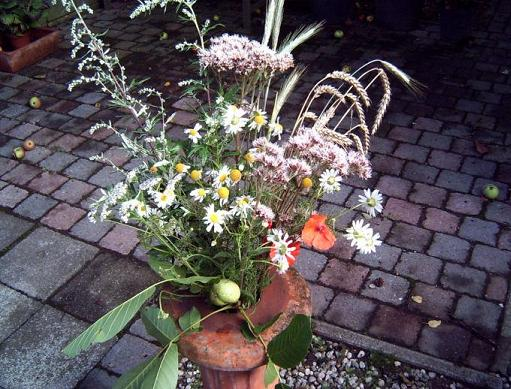
Een kruidwis met walnoot en blad, bijvoet, koninginnenkruid, tarwe, rogge, kamille, duizendblad en klaproos

Een kruidwis is een bos inheems kruid. Bepaalde bij elkaar gezochte kruiden werden gebruikt om dankoffers en zoenoffers te brengen aan de goden. Dit werd door de christelijke kerk afgekeurd maar op een gegeven moment gekerstend. Op Maria-Hemelvaart, 15 augustus, de feestdag van Onze Lieve Vrouw, vond en vindt de wijding van de kruidwis in de katholieke kerk plaats.

## Kerstening
Een overlevering verhaalt van de apostelen die bij het bezoek aan het graf van Maria in de plaats van haar lichaam, bloemen en geurend kruid aantroffen.
In de archieven van het adellijke stift Gerlach in Houthem stond in 1519 al een ‘Onser Liever Frauwen kruytweyngh dach’ vermeld.

## Gebruik
De kruidwis werd ter bescherming opgehangen bij de voordeur, of bijvoorbeeld boven het wiegje van een boreling. In de stal was het nuttig ter afwering van veeziekten.
Op zolder kon de kruidwis een plaatsje krijgen ter afweer van blikseminslag. Tal van bloemennamen wijzen op dit gebruik. Met de gedachte als het dondert en regent, dan is het noodweer gezegend, gooide men ook wel enkele takjes van het kruid op het vuur van de kachel om een dreigend onheil af te weren. Ondertussen bad men tot Sint Donatus, patroonheilige van het onweer, en/of las het evangelie van Sint-Jan (Johannes de Evangelist), die altijd werd aangeroepen bij dreigend onheil.
Hoewel de oorspronkelijke betekenis zo goed als vergeten is, verzamelen mensen nog steeds veldboeketten. Zo'n bos wordt dan voor de sier of uit nostalgie in een vaas gezet of opgehangen.

## Samenstelling
Een kruidwis was samengesteld uit zeven planten (7 is het heilige getal), de volgende samenstellingen worden wel genoemd.
Twee van deze onheilafwerende planten
- Koninginnenkruid, Leverkruid (Eupatorium cannabinum)
- Wilde marjolein (Origanum vulgare)
- Koningskaars of toorts (Verbascum thapsus)
- Sint-Janskruid (Hypericum perforatum)
- Wilgenroosje (Epilobium augustifolium)
- Klaproos (Papaver rhoeas)

Twee van deze helende planten
- Valeriaan (Valeriana officinalis)
- Duizendblad (Achillea millefolium)
- Boerenwormkruid (Chrysanthemum vulgare)
- Echte Kamille (Matricaria recutita of Matricaria chamonilla)
- Tormentil (Potentilla erecta)
- Bijvoet (Artemisia vulgaris)
- Absintalsem (Artemisia absinthum)

Broodgraan; korenaren van
- Rogge (Triticum cereale)
- Tarwe (Triticum vulgare)

Boomvrucht
- Het groene blad van de walnoot (Juglans regia)

## Sint-Jan
Sint-janskruid, kamille en bijvoet geplukt op de feestdag van Sint-Jan, ook wel midzomerzonnewende genoemd, zouden zoveel extra kracht hebben dat ze niet alleen tegen brand en ziektes beschermden maar ook heksen, duivels, weerwolven en spoken verdreven. Gedroogd kruid van het jaar ervoor werd in het Sint-Jansvuur verbrand.